# Joakim Karlsson (fotbollsspelare)
Mikael Joakim Karlsson, född 4 februari 1989 i Orrefors, är en svensk fotbollsspelare (mittfältare) som spelar för IFK Berga.

## Karriär
Karlssons moderklubb är Orrefors IF. 2005 gick han över till Kalmar FF. Karlsson debuterade för klubben i Allsvenskan den 16 maj 2010 i en 1–0-vinst över Helsingborgs IF. Han fick spela ytterligare en match i Allsvenskan 2010. Efter säsongen 2010 fick Karlsson lämna Kalmar, då han inte fick förnyat kontrakt.
I december 2010 värvades Karlsson av division 1-klubben Kristianstads FF, där han skrev på ett tvåårskontrakt.
I december 2011 värvades Karlsson av Jönköpings Södra. I december 2014 förlängdes hans kontrakt med två år. I november 2016 förlängde Karlsson sitt kontrakt med ett år. I november 2017 förlängde han sitt kontrakt med två år. Efter säsongen 2019 lämnade Karlsson klubben.
Den 27 december 2019 värvades Karlsson av Örgryte IS, där han skrev på ett tvåårskontrakt. I januari 2021 lämnade Karlsson klubben. I februari 2021 värvades han av division 2-klubben IFK Berga.